# 生駒チャレンジ登山大会
生駒チャレンジ登山大会（いこまチャレンジとざんたいかい）は、かつて11月第4日曜日（第13回大会・第6～12回は10月第3日曜日・第5回迄は10月第4日曜日）に大阪府で開催されたイベント。

## 沿革
トレイルラン（山岳マラソン）とスカイウォーク（登山）の2種目で行われる。2007年10月28日に第1回大会が開催された。
但し第14回大会（2020年11月予定）は、2019新型コロナウイルスの日本における感染症拡大による影響で、中止となった（なお当初2020年4月12日開催予定だった第46回大阪府チャレンジ登山大会も上述の理由により、約7か月後の2020年11月8日へ延期・決行と成った）。
翌2021年も同様の事情で、第47回大阪府チャレンジ登山大会が11月14日に開催変更と成った為、2年連続で同登山大会を断念した。2022年以降に当大会を復活するかについて、まだ現時点では全くの未定である。

## コース
私市水辺のプラザ（スタート地点・京阪交野線私市駅徒歩5分）→ほしだ園地→北谷公園・四條畷市田原台（スカイウォーク初級ゴール地点・12Km）→くさか園地→ぬかた園地→なるかわ園地（スカイウォーク中級ゴール地点・23Km）→みずのみ園地→十三峠→高安山レーダー（トレイルランゴール地点・全長30Km）→近鉄ケーブル高安山駅前（スカイウォーク上級ゴール地点・全長32Km）
トレイルラン、スカイウォーク共にコースは第1回（2007年）～第4回（2010年）大会（全長32Km）まで全く同じだったが、第5回大会（全長30Km）からは登山者らの安全を考慮し、途中コースが分かれる場所を数か所設置した。又トレイルランのゴール地点が前回大会より500m手前となった。
さらに、かつて第11回大会（2017年）迄のスカイウォーク初級ゴール地点（12Km）は「むろいけ園地」だったが、第12回大会（2018年）から一部のルート変更により、上述の地点へ設定開催と成った。

## トレイルランの部 優勝者
| #      | 開催日     | 男子      | 記録    | 壮年男子  | 記録    | 女子       | 記録    |
| ------ | ---------- | --------- | ------- | --------- | ------- | ---------- | ------- |
| 第13回 | 2019/11/24 | 小寺 晃弘 | 2:28:27 | 岡 靖朗   | 2:39:24 | 山本可奈子 | 3:17:42 |
| 第12回 | 2018/10/21 | 小寺 晃弘 | 2:12:50 | 大西 信行 | 2:29:02 | 楠田 涼葉  | 2:49:43 |
| 第11回 | 2017/10/15 | 中根 孝太 | 2:27:49 | 川前 紀尚 | 2:45:57 | 楠田 涼葉  | 3:02:36 |
| 第10回 | 2016/10/16 | 加藤 秀昭 | 2:35:07 | 山田 和信 | 2:42:19 | 橋本 智子  | 3:38:17 |
| 第9回  | 2015/10/18 | 加藤 秀昭 | 2:33:04 | 山田 和信 | 2:43:04 | 福永佐枝子 | 3:35:26 |
| 第8回  | 2014/10/19 | 植村 裕樹 | 2:16:35 | 武田 直樹 | 2:32:47 | 内田 夏苗  | 2:52:38 |
| 第7回  | 2013/10/20 | 植村 裕樹 | 2:30:25 | 山田 和信 | 2:41:00 | 西尾 彩    | 3:40:40 |
| 第6回  | 2012/10/21 | 植村 裕樹 | 2:18:44 | 古野 修   | 2:32:53 | 前野 智子  | 3:11:34 |
| 第5回  | 2011/10/23 | 大杉 哲也 | 2:16:20 | 石塚 正史 | 2:51:44 | 出口 亜美  | 3:22:40 |
| 第4回  | 2010/10/24 | 大谷 篤   | 2:15:14 | 古野 修   | 2:31:15 | 河崎 千里  | 3:17:47 |
| 第3回  | 2009/10/25 | 武田 直樹 | 2:25:28 | 古野 修   | 2:29:41 | 福井 愛    | 3:20:56 |
| 第2回  | 2008/10/26 | 影本 哲哉 | 2:30:23 | 石塚 正史 | 2:37:50 | 松本 陽子  | 3:14:50 |
| 第1回  | 2007/10/28 | 岡 靖朗   | 2:13:00 | 石塚 正史 | 2:24:30 | 松本 晴美  | 2:50:28 |

## 関連団体
主催
- 大阪府山岳連盟

後援
| - 大阪府 - 枚方市 - 交野市 - 寝屋川市 - 四条畷市 - 大東市 | - 東大阪市 - 八尾市 - 柏原市 - 大阪市森林組合 - 財団法人 大阪みどり公社 - 財団法人 大阪みどりのトラスト協会 | - 財団法人 大阪体育協会 - 社団法人 日本山岳協会 - 近畿日本鉄道株式会社 - 京阪電気鉄道株式会社 - 朝日新聞社 |

協賛
- 株式会社モンベル